# Toshiba (ciclismo)
La Toshiba, in precedenza La Vie Claire, era una squadra francese di ciclismo su strada maschile attiva tra i professionisti dal 1984 al 1991.
Fondata dall'imprenditore Bernard Tapie e costruita inizialmente intorno a Bernard Hinault, la squadra dominò nelle edizioni 1985 e 1986 del Tour de France, cogliendo in entrambi i casi una doppietta in classifica con Hinault, primo nel 1985 e secondo nel 1986, e Greg LeMond, secondo nel 1985 e vincitore l'anno seguente. Dopo il ritiro del campione francese e l'incidente di caccia occorso a LeMond nel 1987, il team non conseguì più risultati di grande rilievo fino allo scioglimento, avvenuto al termine della stagione 1991.

## Storia

### La Vie Claire
La squadra nasce ex novo nel 1984 su idea dell'uomo d'affari francese Bernard Tapie, deciso ad entrare nel mondo del ciclismo professionistico per promuovere le aziende del proprio gruppo dopo aver messo sotto contratto l'affermato campione Bernard Hinault. Nel 1983 Hinault aveva infatti lasciato la squadra in cui aveva militato nelle sei stagioni precedenti, la Renault-Elf, a seguito di dissapori con il direttore sportivo Cyrille Guimard; ancora convalescente dopo l'infortunio al ginocchio patito prima del Tour de France 1983, aveva firmato un contratto con Bernard Tapie.
La nuova squadra, sponsorizzata da La Vie Claire, catena di alimentari biologici di proprietà dello stesso Tapie (così come gli sponsor minori Terraillon, Wonder e LOOK), viene costruita intorno al trentenne già vincitore di quattro Tour de France: con lui arrivano anche alcuni gregari provenienti dalla stessa Renault, come Alain Vigneron e Charly Berard. Direttore sportivo è lo svizzero Paul Köchli, mentre la caratteristica divisa, disegnata da Benetton e prodotta da Santini, riporta disegni da Composition A di Piet Mondrian.
Il primo anno di attività del team non porta molti successi, con Hinault non rimessosi del tutto e i corridori della Renault-Elf a dominare al Tour di quell'anno (8 tappe vinte più il trionfo finale di Laurent Fignon). Tapie, dopo aver contattato invano Fignon, riesce a mettere sotto contratto per il 1985 l'altro promettente giovane del team rivale, lo statunitense Greg LeMond, offrendogli il primo storico contratto da un milione di dollari. La squadra così formata vince decine di corse durante tutto l'anno; lo stesso Hinault riesce a conquistare il suo quinto Tour de France, aiutato particolarmente da LeMond, che si classifica a sua volta secondo nella generale a 1'42". Il francese fa suo anche il Giro d'Italia (seconda doppietta)
Al Tour de France 1986 Hinault si presenta per tentare la sesta vittoria della corsa, un'impresa mai riuscita a nessuno, pur essendosi dichiarato intenzionato a lavorare per favorire il compagno LeMond. Contravvenendo alle promesse, però, Hinault guadagna diversi minuti sui rivali grazie ad una lunga fuga e fa provvisoriamente sua la maglia gialla; fatica però nelle tappe in salita, fino a perdere il primato in favore di LeMond sull'arrivo del Col de Granon. Cresce intanto la polemica con lo statunitense: il giorno dopo Hinault attacca da solo sull'Alpe d'Huez, venendo presto raggiunto dal solo compagno di squadra; i due tagliano la linea del traguardo mano nella mano. La corsa verrà vinta dallo statunitense: il successo della squadra è completato dal secondo posto di Hinault, dal quarto di Andrew Hampsten e dal settimo di Niki Rüttimann. Hinault dà l'addio alle corse il 9 novembre 1986.

### Toshiba

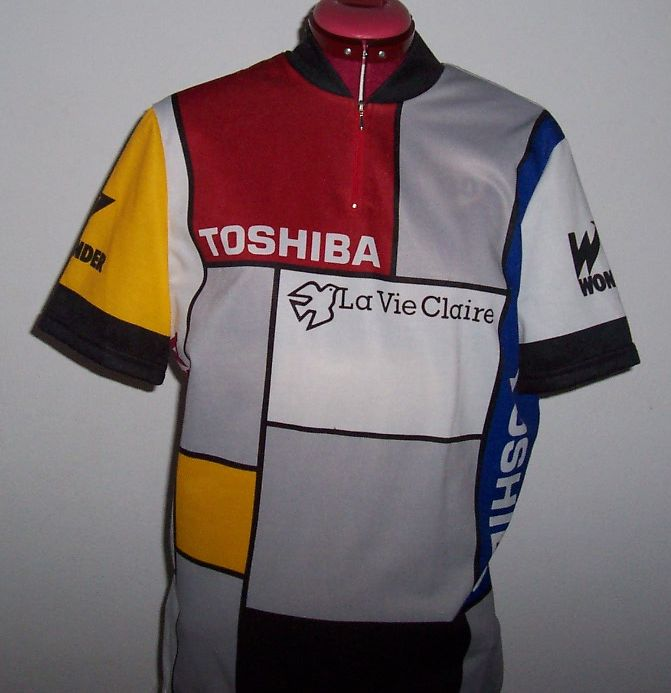
La maglia Toshiba per la stagione 1987

Il 25 aprile 1987 LeMond, capitano designato, è vittima di un incidente di caccia in California ed è costretto a restare fuori dalle gare per il resto dell'anno. La squadra, divenuta Toshiba-La Vie Claire, decide quindi di puntare su Jean-François Bernard per il Tour de France 1987: il francese, pur vincendo la cronoscalata del Mont Ventoux, crolla nella tappa seguente a Villard-de-Lans. Chiuderà terzo a Parigi, dietro a Stephen Roche e Pedro Delgado.
Al termine della stagione LeMond lascia il team, accasandosi alla PDM-Concorde. Anche Köchli se ne va, e la direzione passa nelle mani di Yves Hézard, che costruisce la squadra intorno a Bernard. Questi però non riesce ad ottenere i risultati sperati: al Giro d'Italia, dopo aver vinto tre tappe, cade rovinosamente mentre è in maglia rosa ed è costretto al ritiro, e pure al Tour de France deve ritirarsi per problemi fisici. Nel 1989 Tapie lascia la gestione della squadra per dedicarsi al calcio e all'Olympique Marsiglia. L'addio coincide con una stagione non ricca di successi: il capitano Jean-François Bernard non consegue alcuna vittoria; sviluppa invece una fibrosi al ginocchio sinistro ed è costretto ad operarsi. Fa il suo esordio professionistico il giovane Laurent Jalabert, appena ventenne.
Nella stagione successiva viene adottata la nuova divisa rossa con righe bianco-nere. Le vittorie continuano ad essere poche; Bernard, che pure è costretto al ritiro nel Tour de France 1990, vince comunque una tappa alla Parigi-Nizza e una alla Vuelta a España. Jalabert comincia a mettersi particolarmente in luce, ottenendo buoni risultati, come il secondo posto nella Clásica San Sebastián e la vittoria della Parigi-Bourges. Al termine dell'anno il ds Hézard lascia il team, e Bernard si trasferisce alla Banesto di Delgado e Indurain.
Per il 1991 i capitani sono Tony Rominger, svizzero proveniente dalla Chateau d'Ax, e Laurent Jalabert rispettivamente per le corse a tappe e per le corse di un giorno. Rominger si impone nella Parigi-Nizza, proprio davanti a Jalabert, e al Tour de Romandie; Jalabert ottiene invece diversi piazzamenti in importanti classiche (secondo al Campionato di Zurigo 1991, quarto alla Clásica San Sebastián, ma nei primi dieci anche al Giro di Lombardia e al Giro delle Fiandre) e conclude secondo nella graduatoria di Coppa del mondo 1991 vinta da Maurizio Fondriest.
Al termine della stagione 1991 la squadra cessa l'attività, sciogliendosi e dismettendo la struttura. Per il 1992 Rominger passa alla spagnola CLAS-Cajastur, mentre Jalabert si accasa all'altra spagnola ONCE insieme al gregario Philippe Louviot.

## Cronistoria

### Annuario
| Anno | Codice | Nome                       | Cat. | Biciclette      | Dirigenza                                                                        |
| ---- | ------ | -------------------------- | ---- | --------------- | -------------------------------------------------------------------------------- |
| 1984 | -      | La Vie Claire-Terraillon   | -    | LOOK            | Dir. sportivi: Philippe Crépel, Paul Köchli, Maurice Le Guilloux, Bernard Tapie  |
| 1985 | -      | La Vie Claire-Wonder-Radar | -    | LOOK            | Dir. sportivi: Paul Köchli, Maurice Le Guilloux, Bernard Tapie                   |
| 1986 | -      | La Vie Claire-Wonder-Radar | -    | Bernard Hinault | Dir. sportivi: Paul Köchli, Maurice Le Guilloux, Bernard Tapie, Michel Laurent   |
| 1987 | -      | Toshiba-Look-La Vie Claire | -    | LOOK            | Dir. sportivi: Paul Köchli, Maurice Le Guilloux, Bernard Tapie                   |
| 1988 | -      | Toshiba                    | -    | LOOK            | Dir. sportivi: Patrick Cluzaud, Yves Hézard, Maurice Le Guilloux, Bernard Tapie  |
| 1989 | -      | Toshiba                    | -    | LOOK            | Dir. sportivi: Patrick Cluzaud, Yves Hézard, Maurice Le Guilloux                 |
| 1990 | -      | Toshiba                    | -    | Raleigh         | Dir. sportivi: Patrick Cluzaud, Yves Hézard, Maurice Le Guilloux                 |
| 1991 | -      | Toshiba                    | -    | Raleigh         | Dir. sportivi: Patrick Cluzaud, Bernard Vallet, Maurice Le Guilloux, Marc Durant |

## Divise
| La Vie Claire, Toshiba (1984-1987) | Toshiba (1988-1989) | Toshiba (1990-1991) |

## Palmarès

### Grandi Giri
- Giro d'Italia

Partecipazioni: 4 (1985, 1986, 1987, 1988)
Vittorie di tappa: 7
1985: 1 (Bernard Hinault)
1986: 1 (Greg LeMond)
1987: 1 (Jean-François Bernard)
1988: 4 (3 Jean-François Bernard, Andreas Kappes)
Vittorie finali: 1
1985 (Bernard Hinault)
Altre classifiche: 0
- Tour de France

Partecipazioni: 8 (1984, 1985, 1986, 1987, 1988, 1989, 1990, 1991)
Vittorie di tappa: 13
1984: 1 (Bernard Hinault)
1985: 4 (2 Hinault, cronosquadre, LeMond)
1986: 6 (3 Hinault, LeMond, Bernard, Rüttimann)
1987: 2 (2 Jean-François Bernard)
Vittorie finali: 2
1985 (Bernard Hinault)
1986 (Greg LeMond)
Altre classifiche: 3
1986: Giovani (Hampsten), Scalatori (Hinault)
1989: Giovani (Fabrice Philipot)
- Vuelta a España

Partecipazioni: 1 (1990)
Vittorie di tappa: 2
1990: 2 (Jean-François Bernard, Denis Roux)
Vittorie finali: 0
Altre classifiche: 0

### Classiche monumento
- Giro di Lombardia: 1

1984 (Bernard Hinault)

### Campionati nazionali
Strada
- Campionati danesi: 1

In linea: 1987 (Kim Andersen)
- Campionati francesi: 1

In linea: 1990 (Philippe Louviot)
- Campionati svizzeri: 1

In salita: 1987 (Pascal Richard)
Pista
- Campionati francesi: 1

Corsa a punti: 1984 (Bernard Vallet); 1988 (Laurent Biondi)
Cross
- Campionati francesi: 1

Elite: 1989 (Dominique Arnould)